# Mohssine Achir
Mohssine Achir, né le 3 mars 1990 à Safi, est un footballeur marocain évoluant au poste de défenseur central au Moghreb de Tétouan.